# Cồ nốc Trung Bộ
Cồ nốc Trung Bộ (danh pháp: Curculigo annamitica) là một loài thực vật có hoa trong họ Hypoxidaceae. Loài này được Gagnep. mô tả khoa học đầu tiên năm 1934.